# Samuel Renshaw
Samuel Renshaw (1892 – 1981) è stato uno psicologo statunitense.
Gestaltista, ha escogitato vari metodi per allargare la portata delle percezioni umane ed aumentarne l'acutezza.
Durante la Seconda guerra mondiale era divenuto piuttosto celebre per il suo metodo di riconoscimento rapido dei velivoli avversari (utilizzato effettivamente dalle forze armate statunitensi).
Praticò e studiò varie tecniche di lettura rapida.